# Kaple Panny Marie (Karlín)
Kaple Panny Marie v Karlíně v Praze stojí mezi areálem Invalidovny a severním svahem Vítkova v místech zaniklého vojenského hřbitova. Je chráněna jako nemovitá kulturní památka České republiky.

## Historie
Kaple pochází z roku 1753 a pravděpodobně byla postavena podle plánů architekta z okruhu Kiliána Ignáce Dientzenhofera. Původně byla součástí zrušeného vojenského hřbitova, který náležel k areálu Invalidovny.
Po zrušení hřbitova byl pozemek prodán. Ve 20. století bylo místo využíváno jako překladiště n.p. ČKD Dukla a v kapli umístěn dieselagregát, který zajišťoval oběh tepla do okolních hal.

## Popis
Kaple má čtvercový půdorys a půlkruhovou apsidu. Portál a okno nad ním jsou rámovány svazky pilastrů s čabrakovými hlavicemi. Stlačený oblouk široké archivolty má výrazný vrcholový klenák. Ze sedlové střechy kaple vystupuje při severní straně zvonička na čtvercovém půdorysu.
Uvnitř kaple je fresková malba znázorňující korunovaci Panny Marie, české patrony a anděly.